# Падуански университет
Падуанският университет (на италиански: Università degli Studi di Padova) е университет в град Падуа, Италия.
Той е най-старият в Италия след университета в Болоня. Основан е през 1222 г. от голяма група студенти и преподаватели, напуснали Болоня, търсейки по-голяма академична свобода. В него са преподавали Петрарка и Галилей, получили са образованието си личности като Данте и Коперник.

## Галерия
- Листон
- Анатомичен театър на Падуанския университет
- Университетска ботаническа градина